# 柳田元三
柳田 元三（やなぎた げんぞう、1893年（明治26年）1月3日 - 1952年（昭和27年）10月7日）は、日本の陸軍軍人、最終階級は中将。

## 人物・来歴
長野県東筑摩郡片丘村（現塩尻市）の小松家に生まれる。のちに母親の旧姓で旧諏訪藩士（維新後は長野県士族）の柳田家を継いだ。旧制松本中学（長野県松本深志高等学校）、幼年学校、陸軍士官学校を経て、陸軍大学校を通して、稀代の秀才と言われる。
陸大（34期）卒業時には、成績優秀（4位／68名）により恩賜の軍刀を受けた。同じく陸大の恩賜の軍刀組である小松慶也（陸士9期）は、柳田の叔父に当たる。

## 年譜
- 1914年 陸軍士官学校卒業（第26期）
- 1922年 陸軍大学校卒業（第34期優等）
- 1932年12月7日 ポーランド公使官附陸軍武官兼ルーマニア公使館附陸軍武官
- 1934年3月5日 関東軍参謀
- 1935年8月1日 陸軍省軍務局徴募課高級課員
- 1936年8月1日 近衛師団参謀
- 1937年8月2日 陸軍歩兵大佐・陸軍省軍務局徴募課長
- 1938年7月15日 歩兵第1連隊長
- 1939年8月1日 陸軍少将・第11軍参謀副長
- 1940年3月9日 ハルビン特務機関長
- 1940年8月1日 関東軍情報部長
- 1942年12月1日 中将に昇進
- 1943年3月10日 第33師団長に任ぜられる。
- 1944年5月16日 インパール作戦失敗のさなか、上級部隊の第15軍司令官牟田口廉也中将と対立、第33師団長を解任され参謀本部付となる。
- 1944年6月22日 予備役編入。
- 1944年6月23日 召集・旅順要塞司令官
- 1945年5月30日 関東州警備司令官に任ぜられる[3]。
- 1945年8月 敗戦によりソ連に抑留される。
- 1952年10月7日 モスクワで死去
- 2010年9月6日 厚生労働省によりシベリア・モンゴル地域で死亡した15人のうちの一人として身元が特定される。

## 栄典
- 勲一等旭日大綬章[1]

外国勲章佩用允許
- 1944年（昭和19年）3月30日 - 満州国：勲一位柱国章[4]

## 関連書籍
- 高木俊朗『インパール』(文春文庫)（1975年1月、文藝春秋）ISBN 978-4167151010
- 山岡荘八『小説 太平洋戦争（1994年8月、講談社）ISBN 978-4062070911